# 村上町 (臺中市)

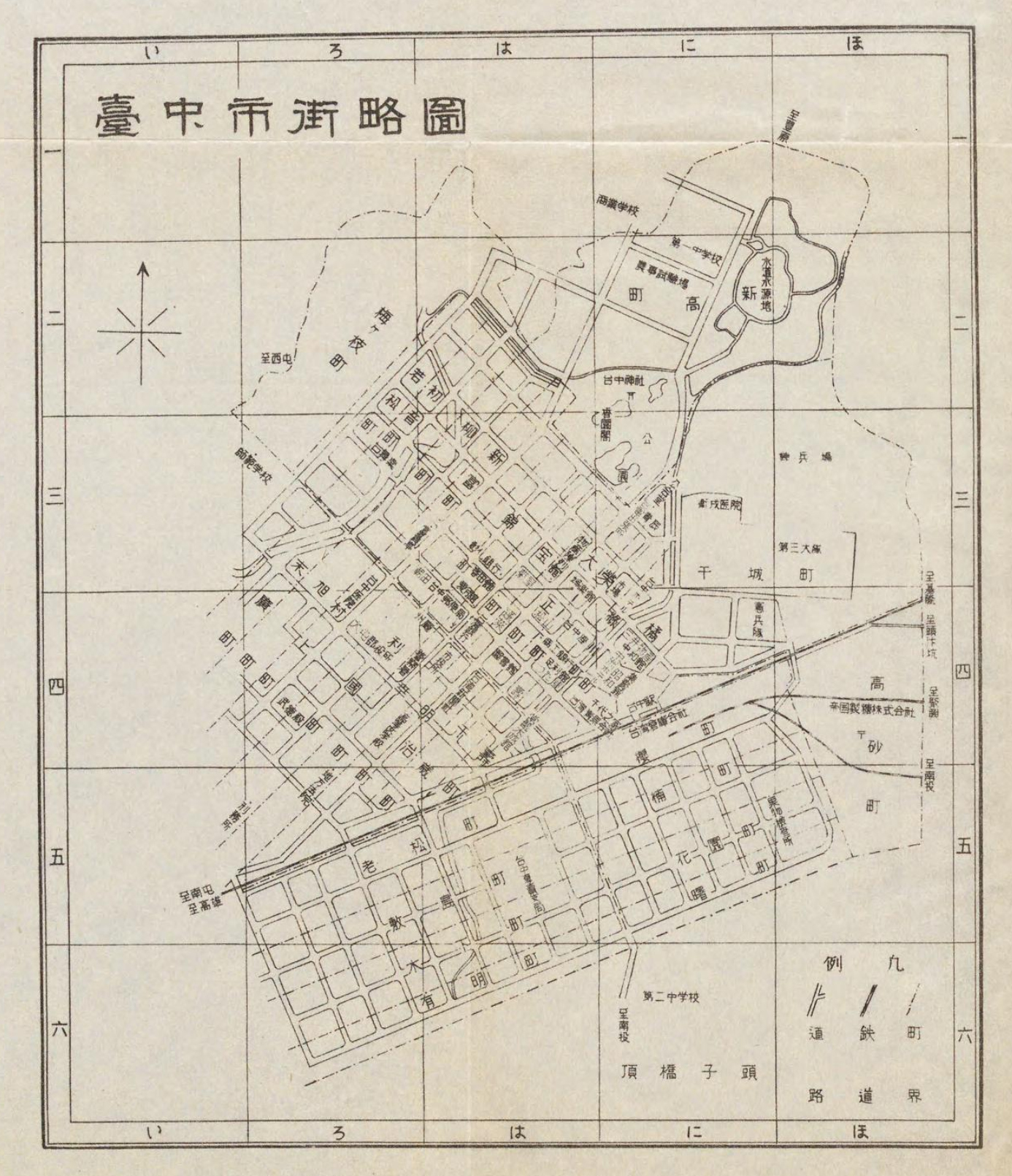
臺中市街略圖

村上町為台灣日治時期臺中州臺中市的町，分為九丁目；其最初在1916年公告為通稱町名，在1926年4月1日的町名改正公告中才正式設立，原臺中市大字的臺中改為31個町。村上町通為現今三民路一段。

## 町內設施

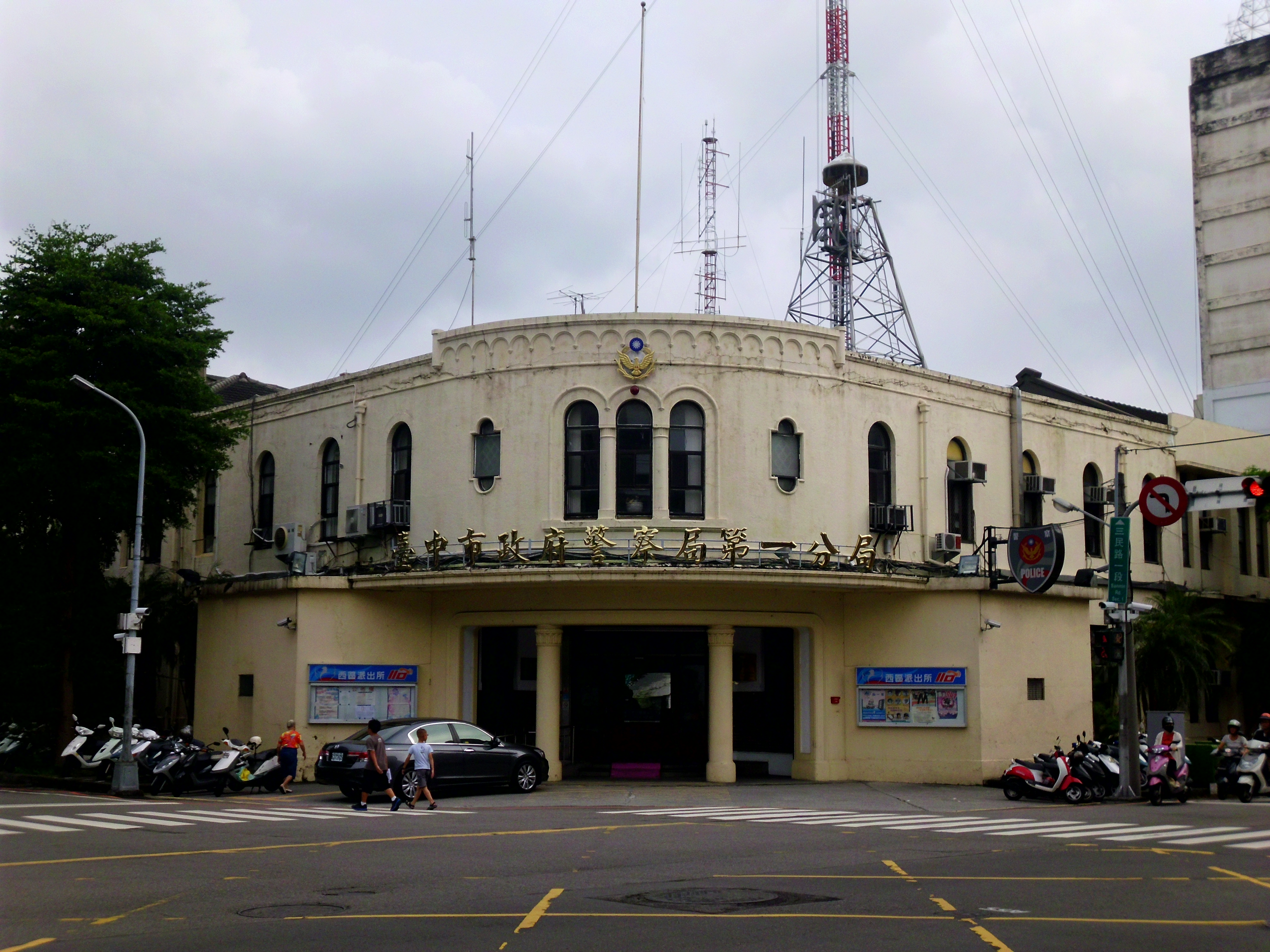
臺中警察署廳舍

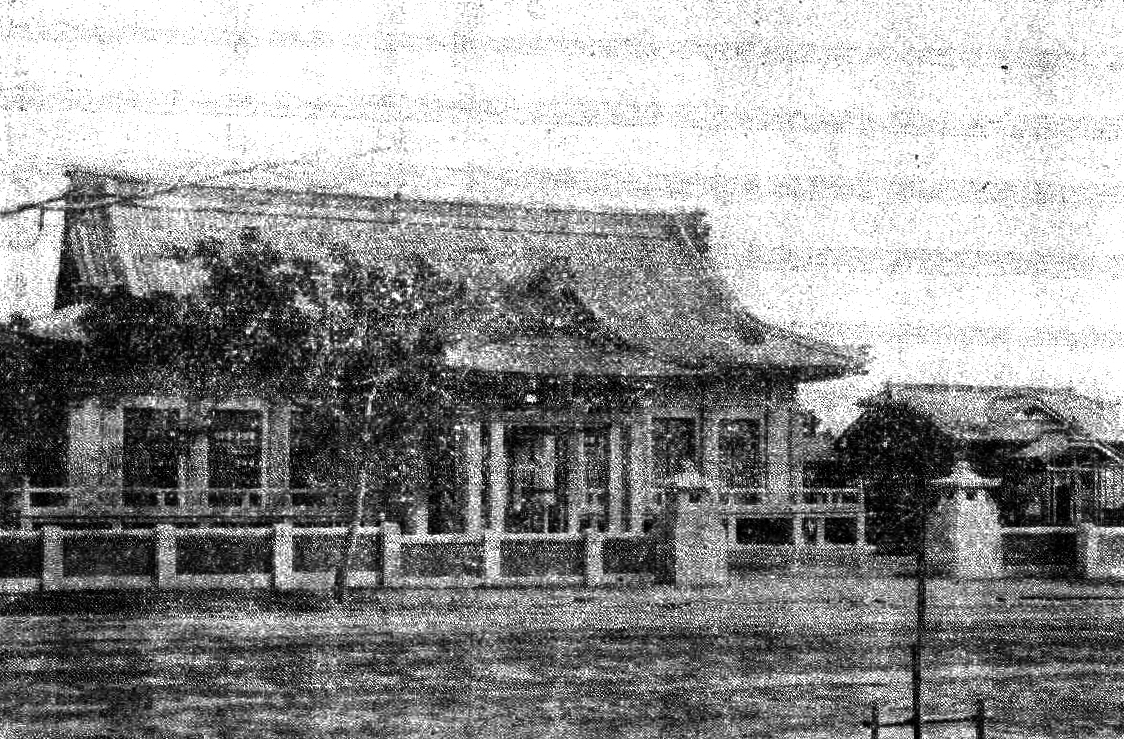
第二代臺中武德殿

一丁目
- 台中知事官邸

二丁目
- 臺中州購買信用組合

三丁目
- 台中警察署（今臺中市政府警察局第一分局）

四丁目
- 村上公學校（今忠孝國小）

五丁目
六丁目
- 武德會台中支部